# Erio Nicolò

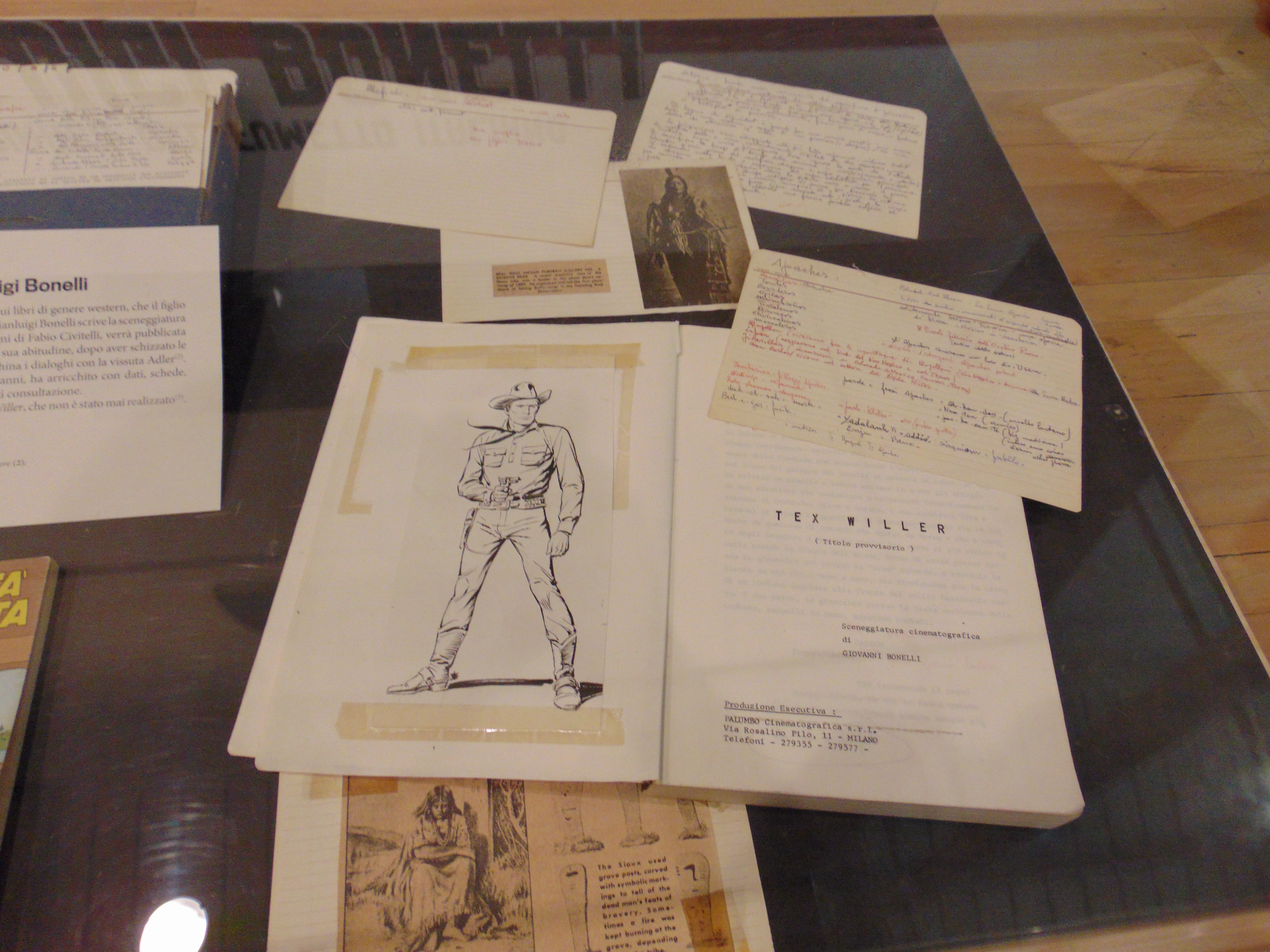
Un Tex dibujado por Erio Nicolò en un guion de Gian Luigi Bonelli.

Erio Nicolò (Florencia, Italia, 11 de noviembre de 1919 - ib., 11 de enero de 1983) fue un dibujante de historietas italiano.

## Biografía
De estilo clásico, inspirado en el arte de Alex Raymond, Nicolò debutó ilustrando Le due orfanelle, una serie publicada en el semanario L'avventuroso de la Editorial Nerbini. Tras la Segunda Guerra Mundial empezó su larga colaboración con la Editorial Universo, realizando series de cómics para las revistas L'Intrepido (como Forza John! y Chiomadoro, il Principe del Sogno) e Il Monello (Superbone, I Laramy della Valle, etc.).
A principios de los años 1960 dibujó para el estudio de Roy D'Amy historietas bélicas destinadas al mercado inglés, como Battler Britton.
En 1964 pasó a trabajar para la Editorial Bonelli, dibujando una historia de Tex junto a Aurelio Galleppini, con textos de Gian Luigi Bonelli. Desde entonces ha dibujado un total de veintitrés aventuras de este personaje, entre las cuales destaca "Il grande intrigo", la historieta de Tex más larga nunca escrita por Gian Luigi Bonelli. Murió de infarto mientras estaba realizando la historia "Un mondo perduto", que fue completada por su colega Vincenzo Monti y publicada de manera póstuma.